# Cannole
Cannole (pronuncia Cànnole; Cànnule in dialetto salentino; Κάννουλα, Cànnula in grico) è un comune italiano di 1 559 abitanti della provincia di Lecce in Puglia.
Sorge nella parte centro-orientale del Salento, a 3 km dall'oasi protetta dei laghi Alimini e a 9 km da Otranto. Dal 2009 aderisce all'Associazione Borghi Autentici d'Italia. All'inizio del XIX secolo, insieme a Sogliano Cavour, Cursi, Cutrofiano ed agli odierni comuni della Grecìa Salentina, formava parte dei Decatría Choría (τα Δεκατρία Χωρία), cioè dei tredici paesi di Terra d'Otranto che conservavano la lingua e le tradizioni greche.

## Geografia fisica

### Territorio
Il territorio del comune di Cannole, che si estende per 20,02 km² a pochi chilometri dalla costa adriatica, è compreso fra i 28 e i 106 m s.l.m., con un'escursione altimetrica di 78 metri. Il centro urbano è situato su un altopiano a 96 m s.l.m. e dista 34,7 km capoluogo provinciale, 9 km da Otranto e 31 km da Gallipoli.
Confina a nord con Serrano, frazione del comune di Carpignano Salentino, a est con il comune di Otranto, a sud con il comune di Palmariggi, a ovest con i comuni di Bagnolo del Salento e Castrignano de' Greci.
- Classificazione sismica: zona 4 (sismicità molto bassa), Ordinanza PCM n. 3274 del 20/03/2003

### Clima
Dal punto di vista meteorologico Cannole rientra nel territorio del Salento orientale che presenta un clima mediterraneo, con inverni miti ed estati caldo umide. In base alle medie di riferimento, la temperatura media del mese più freddo, gennaio, si attesta attorno ai +16,5 °C, mentre quella del mese più caldo, agosto, si aggira sui +22 °C. Le precipitazioni, frequenti in autunno ed in inverno, si attestano attorno ai 626 mm di pioggia/anno. La primavera e l'estate sono caratterizzate da lunghi periodi di siccità.
Facendo riferimento alla ventosità, i comuni del Salento orientale sono influenzati fortemente dal vento attraverso correnti fredde di origine balcanica, oppure calde di origine africana.
| Cannole                    | Mesi | Mesi | Mesi | Mesi | Mesi | Mesi | Mesi | Mesi | Mesi | Mesi | Mesi | Mesi | Stagioni | Stagioni | Stagioni | Stagioni | Anno |
| Cannole                    | Gen  | Feb  | Mar  | Apr  | Mag  | Giu  | Lug  | Ago  | Set  | Ott  | Nov  | Dic  | Inv      | Pri      | Est      | Aut      | Anno |
| -------------------------- | ---- | ---- | ---- | ---- | ---- | ---- | ---- | ---- | ---- | ---- | ---- | ---- | -------- | -------- | -------- | -------- | ---- |
| T. max. media (°C)         | 18   | 19   | 23   | 24   | 26   | 27   | 29   | 30   | 28   | 27   | 23   | 20   | 19       | 24,3     | 28,7     | 26       | 24,5 |
| T. min. media (°C)         | 15   | 16   | 14   | 17   | 18   | 18   | 17   | 18   | 18   | 18   | 19   | 18   | 16,3     | 16,3     | 17,7     | 18,3     | 17,2 |
| Precipitazioni (mm)        | 71   | 60   | 65   | 40   | 33   | 20   | 16   | 22   | 49   | 80   | 97   | 74   | 205      | 138      | 58       | 226      | 627  |
| Umidità relativa media (%) | 78,7 | 78,2 | 77,8 | 77,3 | 76,2 | 72,9 | 70,9 | 72,4 | 76,5 | 79,2 | 80,5 | 80,3 | 79,1     | 77,1     | 72,1     | 78,7     | 76,7 |

- Classificazione climatica di Cannole:[9]
  - Zona climatica: C
  - Gradi giorno: 1231

## Origini del nome
Il nome trae origine dalla pianta della canna. Infatti anticamente nelle campagne circostanti vi era un'abbondante presenza di canneti. La pianta della canna è anche il simbolo raffigurato sullo stemma civico. Così scriveva lo storico Vincenzo Maggiulli nel XIX secolo: «…et quia ager conterminus ferax erat cannis Cannulae fluxuit» ("…e perché il territorio circostante era rigoglioso di canne, venne chiamato Cannole").

## Storia
La presenza umana nel territorio è documentata sin dal Paleolitico superiore, periodo a cui risalgono i reperti realizzati in selce e ritrovati sulla Serra di Montevergine tra Cannole e Palmariggi. Nella zona denominata Santu Lasi è accertata l'esistenza di villaggi di capanne realizzate da gruppi neolitici di agricoltori-allevatori che si insediarono sul pianoro, sfruttando l'ottima visibilità per difendersi da eventuali attacchi ad opera di altre comunità preistoriche. In questa zona sono stati rinvenuti frammenti di ceramica risalenti al neolitico e all'età del Bronzo ed esiste ancora il menhir di Santu Lasi ritrovato da Francesco e Antonio Piccinno il 16 ottobre 1965, in equilibrio già precario, in un terreno ricco di affioramenti rocciosi. Nel 1995 il menhir si è staccato dalla base e abbattuto sul terreno rompendosi in quattro frammenti, probabilmente a causa di un olivo cresciuto a ridosso dello stesso.
Altri menhir esistevano all'interno del centro abitato, l'ultimo dei quali (menhir Osanna) fu distrutto nei primi anni del XX secolo. Due menhir (Anfiano I e Anfiano II) sono situati nell'omonima contrada, scoperti dall'archeologo Cristiano Villani.
La nascita del primo nucleo abitativo potrebbe essere collocata in epoca alto-medioevale, quando, in seguito all'invasione araba del Salento intorno all'885, i Saraceni per motivi strategici schierarono le loro truppe in una zona abbondante di canneti. Qui sarebbe sorto il casale di Canola che successivamente si sviluppò con la presenza di comunità basiliane. Tradizionalmente si ritiene invece che l'origine del borgo risalga al XII secolo, quando cioè il normanno Guglielmo il Malo distrusse molti villaggi della Terra d'Otranto; le popolazioni per sfuggire a tale furia si rifugiarono nei canneti dove fondarono l'attuale abitato.
Il feudo di Cannole fece parte del Principato di Taranto sino al XIII secolo. Fu poi infeudata a varie famiglie nobiliari e nel 1583 passò sotto il controllo dei baroni Personé, che lo mantennero per quasi un secolo. Nel 1747 fu dato in feudo ai marchesi Granafei che ne conservarono la proprietà fino al 1806, anno di eversione del regime feudale. I Granafei contribuirono alla riqualificazione urbana del paese e all'incremento della popolazione residente. Dal Settecento e sino alla metà del XX secolo le vicende storiche di Cannole furono legate alla nobile famiglia Villani (del ramo patrizio di Sanseverino), dalla quale proviene il medico-chirurgo Giuseppe Villani (1863-1933), figlio del barone Oronzo e della nobildonna Francesca Basalù dei baroni di Specchia, famoso per le sue numerose pubblicazioni ma soprattutto per aver salvato la vita alla Principessa Mafalda di Savoia quand'era ancora infante da una grave forma di occlusione intestinale. Nei primi decenni del Novecento il suo territorio fu favorito dalle opere di bonifica.

### Simboli
Lo stemma e il gonfalone sono stati concessi con decreto del presidente della Repubblica del 27 luglio 1987.
Stemma
(D.P.R. 27 luglio 1987)
Gonfalone

## Monumenti e luoghi d'interesse

### Architetture religiose

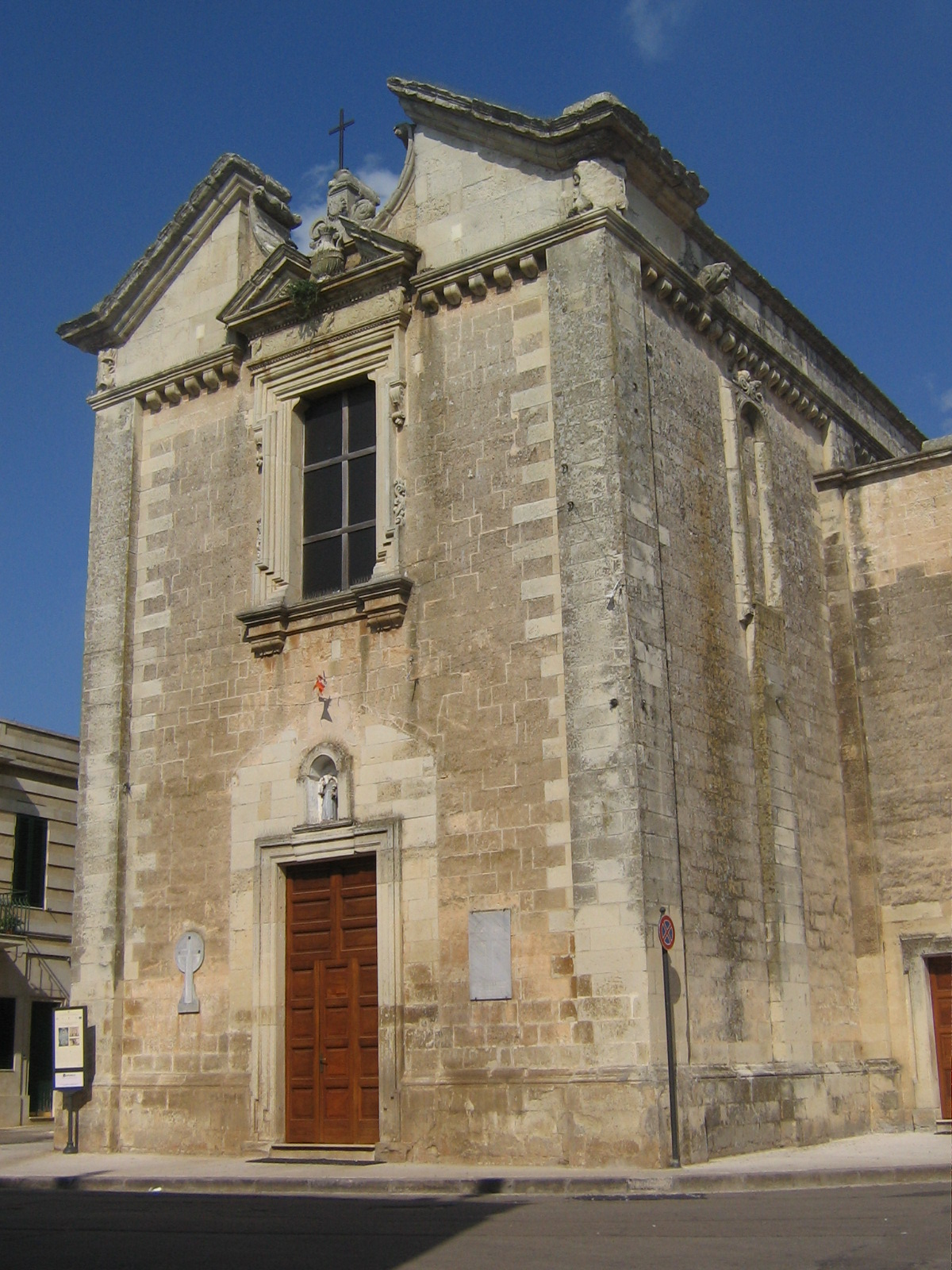
Chiesa matrice

#### Chiesa matrice della Madre di Dio
La chiesa matrice della Madre di Dio fu edificata a cavallo tra il XVI e il XVII secolo. Originariamente presentava uno sviluppo longitudinale con navata unica, trasformata in croce latina nel 1757 con la realizzazione del transetto.
La facciata, con finestra e portale posti in asse, è coronata da un fastigio a mezza luna. Posteriormente si eleva la torre campanaria del XIX secolo e la torre dell'orologio costruita nel 1928. L'interno possiede una copertura con volta a spigolo interamente affrescata con dipinti del XVIII secolo. Nella navata sono ospitati gli altari della Madonna del Rosario, con tela del pittore leccese Giuseppe Verrio, e della Sacra Famiglia, risalenti rispettivamente al 1649 e al 1668. Nel transetto sono presenti i settecenteschi altari delle Anime del Purgatorio, del Crocefisso e di San Vincenzo Ferreri e l'altare di fine Cinquecento dedicato all'Immacolata. Quest'ultimo e l'altare delle Anime del Purgatorio accolgono due tele attribuite a Serafino Elmo. L'attuale altare maggiore in pietra leccese fu realizzato nel 1890 in seguito al restauro del presbiterio. È presente un fonte battesimale datato 1765.

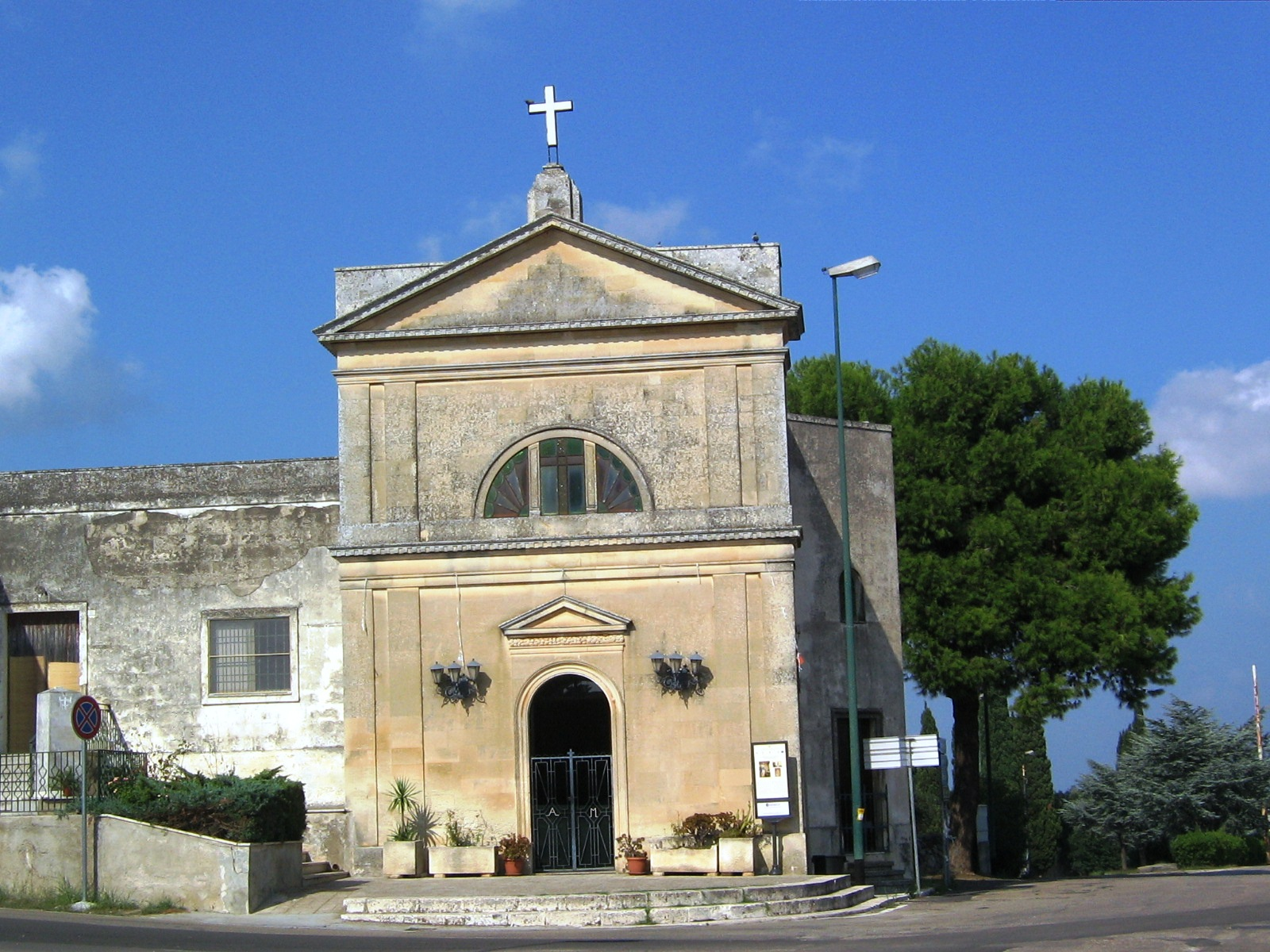
Chiesa Madonna di Costantinopoli

#### Chiesa della Madonna di Costantinopoli
La chiesa della Madonna di Costantinopoli fu riedificata nel 1936 su una preesistente cappella rupestre. L'ubicazione dell'edificio alle porte del paese, lungo la strada che conduce a Otranto, non è casuale, ed è legata a una vicenda che la tradizione colloca intorno al 1480. All'indomani del sacco di Otranto da parte dei Turchi, le truppe saracene iniziarono a saccheggiare i piccoli villaggi dell'entroterra. La leggenda narra che, giunti alle porte di Cannole apparve loro la Madonna di Costantinopoli a sbarrare il passo verso l'abitato. Colpito dalla manifestazione divina, il comandante turco si convertì sottomettendosi alla Vergine. L'edificio si presenta estremamente sobrio nelle linee architettoniche ed è realizzato in pietra leccese. All'interno è presente un altare con una moderna immagine della Vergine col Bambino che sostituisce l'antico affresco andato distrutto. In una teca è posta la statua in cartapesta della Madonna raffigurata con un turco in catene ai suoi piedi.

### Architetture civili

#### Masseria Torcito

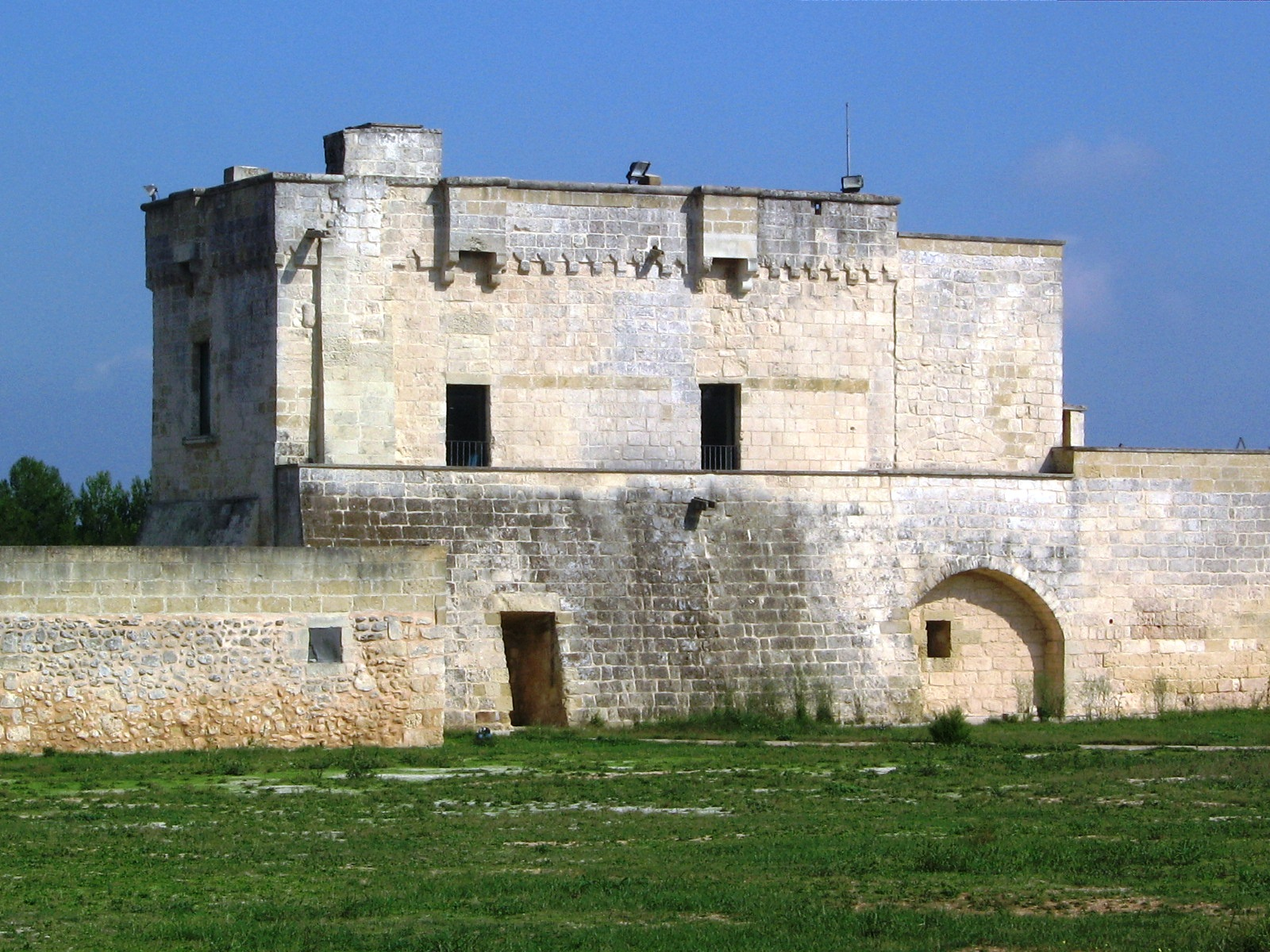
Masseria Torcito

Il complesso della masseria fu edificato, a più riprese, a partire dal XVII secolo, come indica l'epigrafe sul prospetto recante la data 1657. Il feudo, anticamente noto con il nome di Cerceto, compare nelle fonti per una distruzione perpetrata dai Saraceni nel IX secolo e per una concessione alla famiglia Castromediano, da parte di Carlo I d'Angiò nel 1274.
Il nucleo più antico della masseria è l'edificio-torre, dotato di basamento a scarpa, contrafforti angolari, piombatoi e saettiere per la difesa. Il coronamento della struttura è caratterizzato da archetti e beccatelli. A partire dal XVIII secolo vennero aggiunti altri corpi di fabbrica, destinati soprattutto alle attività produttive. L'area intorno alla masseria è disseminata di testimonianze della lunga frequentazione del sito. È possibile ammirare una settecentesca chiesetta dedicata a san Vito, un frantoio ipogeo, una torre colombaia, diverse tombe scavate nel banco di roccia, neviere, cisterne, pozzi e fosse granarie. Il grande stradone d'accesso alla masseria conserva ancora le profonde carraie lasciate dal passaggio dei carri. La masseria sorge nel cuore di un parco naturale esteso per circa 203 ettari. Il complesso è di proprietà dell'Amministrazione provinciale di Lecce.

#### Masseria Anfiano
Masseria Anfiano è un antico complesso masserizio distante dal centro di Cannole circa 7 km. In origine era un piccolo casale medievale il cui nome deriva dai termini greci anfi (intorno-attorno) e ano (senza), ovvero luogo senza niente intorno, isolato.
Abitato già in epoca romana come testimoniato dai resti di una villa romana risalente al III-IV secolo d.C., Anfiano divenne un importante centro agricolo in epoca bizantina. I basiliani introdussero nuove culture e metodi per l'agricoltura; inoltre diffusero il rito greco ortodosso costruendo una necropoli, una cripta e una laura.
La struttura masserizia, risalente invece ai secoli XVIII e XIX, è costituita da una serie di piccoli edifici, indipendenti tra loro e provvisti di fogge, pozzi, stalle. Si conserva inoltre un frantoio ipogeo.

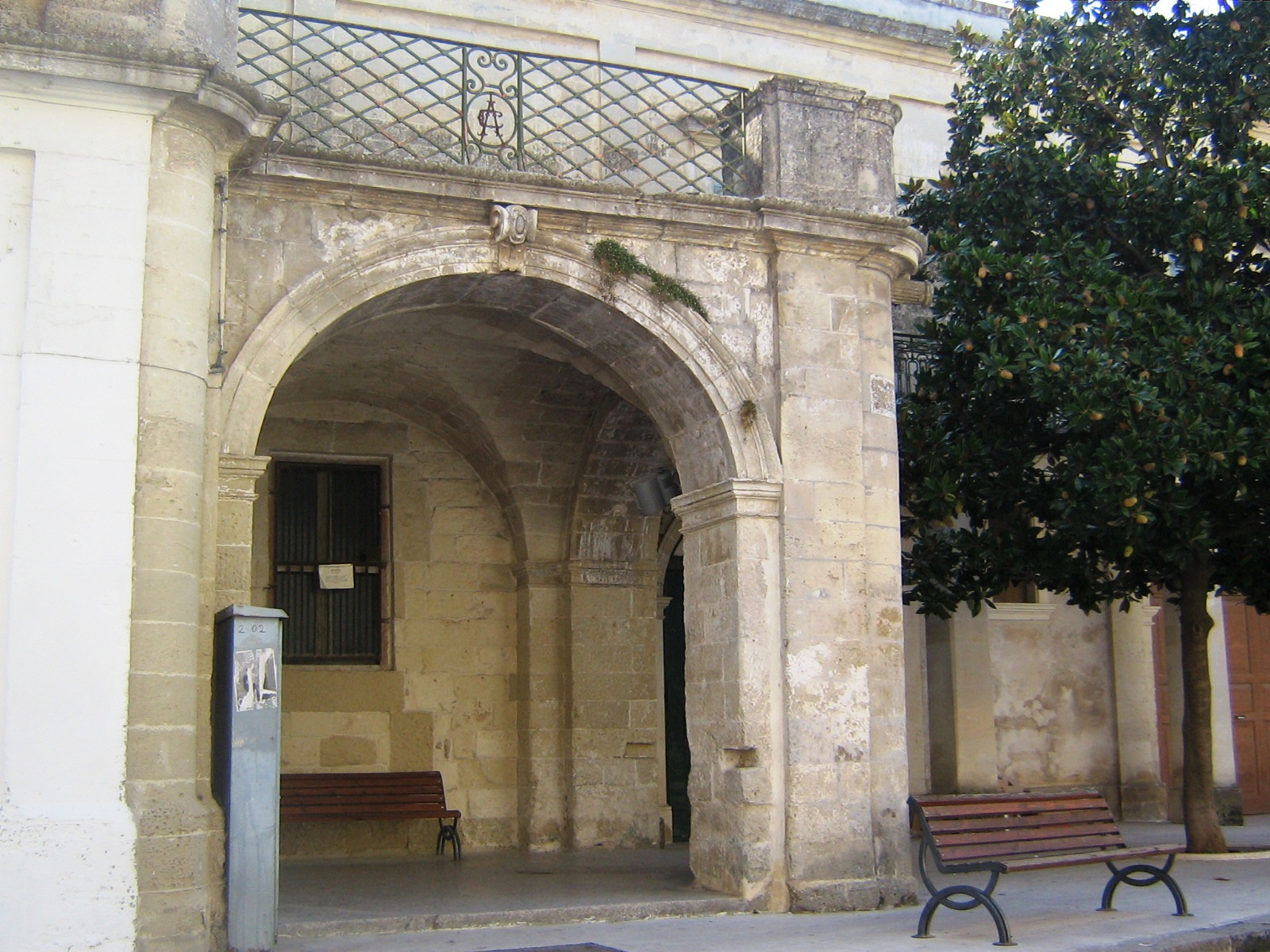
Seggio

#### Altre masserie
- Masseria Aleni (fine XVIII-inizio XIX secolo)
- Masseria Crocicchia (inizio XX secolo)
- Masseria Ferrante-Russo (XVIII secolo)
- Masseria Giammanigli (inizio XIX secolo)

- Masseria Lama (inizio XX secolo)
- Masseria Lo Pozzo (inizio XX secolo)
- Masseria Piccinna (XVIII-XIX secolo)
- Masseria Russa (XIX secolo)

#### Seggio
Il Seggio, situato nella centralissima piazza San Vincenzo Ferreri, è un portico del XVIII secolo collegato al sontuoso palazzo Villani, adibito in passato a luogo di assemblea per pubblici parlamenti e banco di giustizia. All'interno, inoltre, venivano esposti avvisi e comunicazioni di interesse pubblico.

### Architetture militari

#### Castello

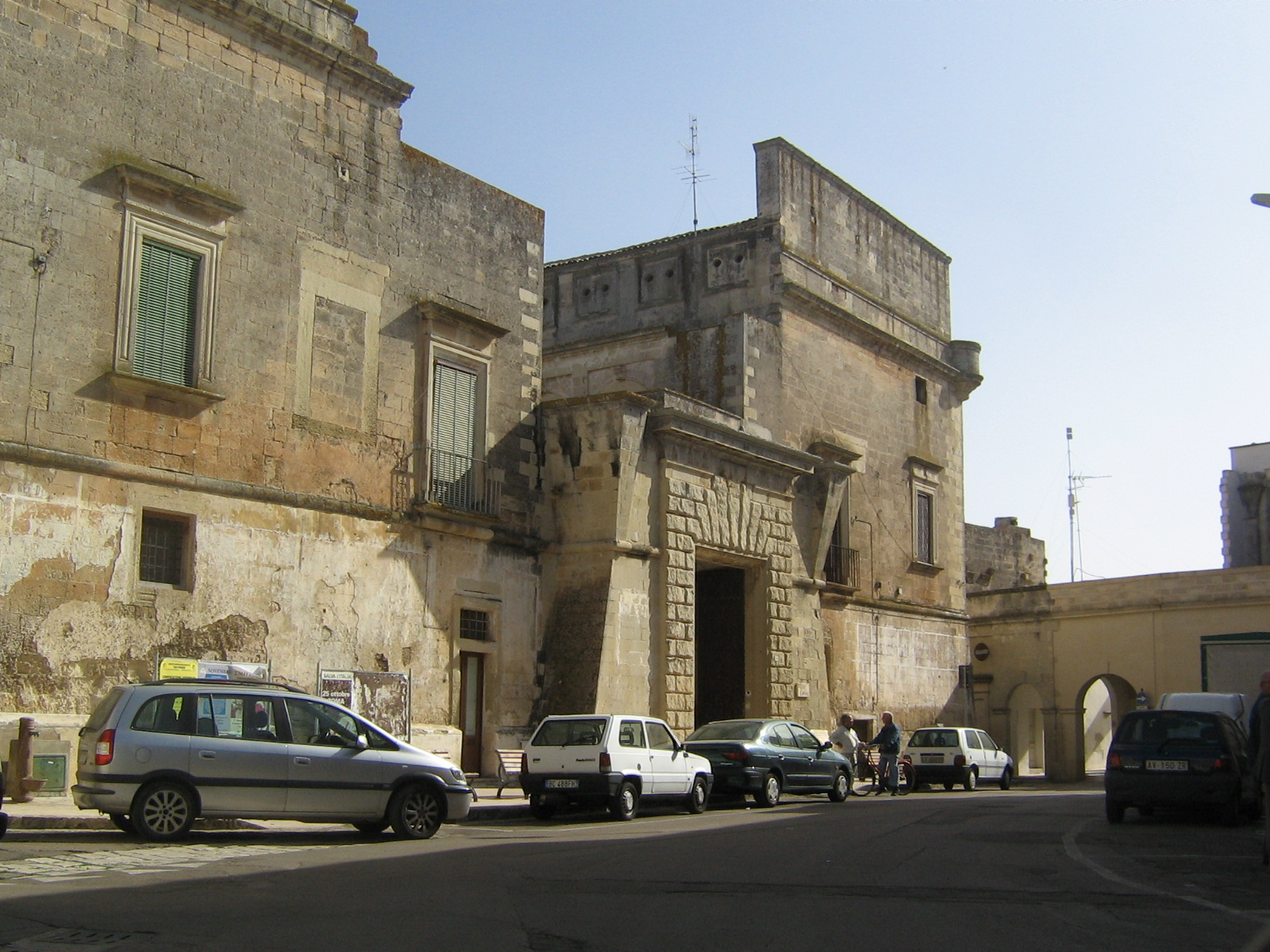
Castello

Eretto dagli Orsini del Balzo nel 1413, il castello subì tra il XVII e il XVIII secolo numerose modifiche che ne trasformarono l'aspetto in un palazzo signorile. Lateralmente sono ancora visibili i tratti propri dell'architettura militare. L'edificio, a pianta quadrangolare, è dotato di robuste mura perimetrali a base scarpata. Agli angoli, quattro garitte consentivano la difesa della struttura da tutti i lati. La facciata si presenta schematicamente suddivisa in tre parti, la centrale occupata da un austero portale bugnato sormontato da una lunga epigrafe. Nell'ampio cortile interno, la vera di un pozzo riporta incisa la data 1752. Le maggiori trasformazioni architettoniche si ebbero con il passaggio della proprietà dalla famiglia Personè ai Granafei nel 1747. I marchesi Granafei di Sternatia ampliarono infatti il palazzo con un'ala sul lato orientale e realizzarono un lussureggiante giardino dominato da una fontana di gusto settecentesco, sopra la quale spicca lo stemma nobiliare.

### Siti archeologici

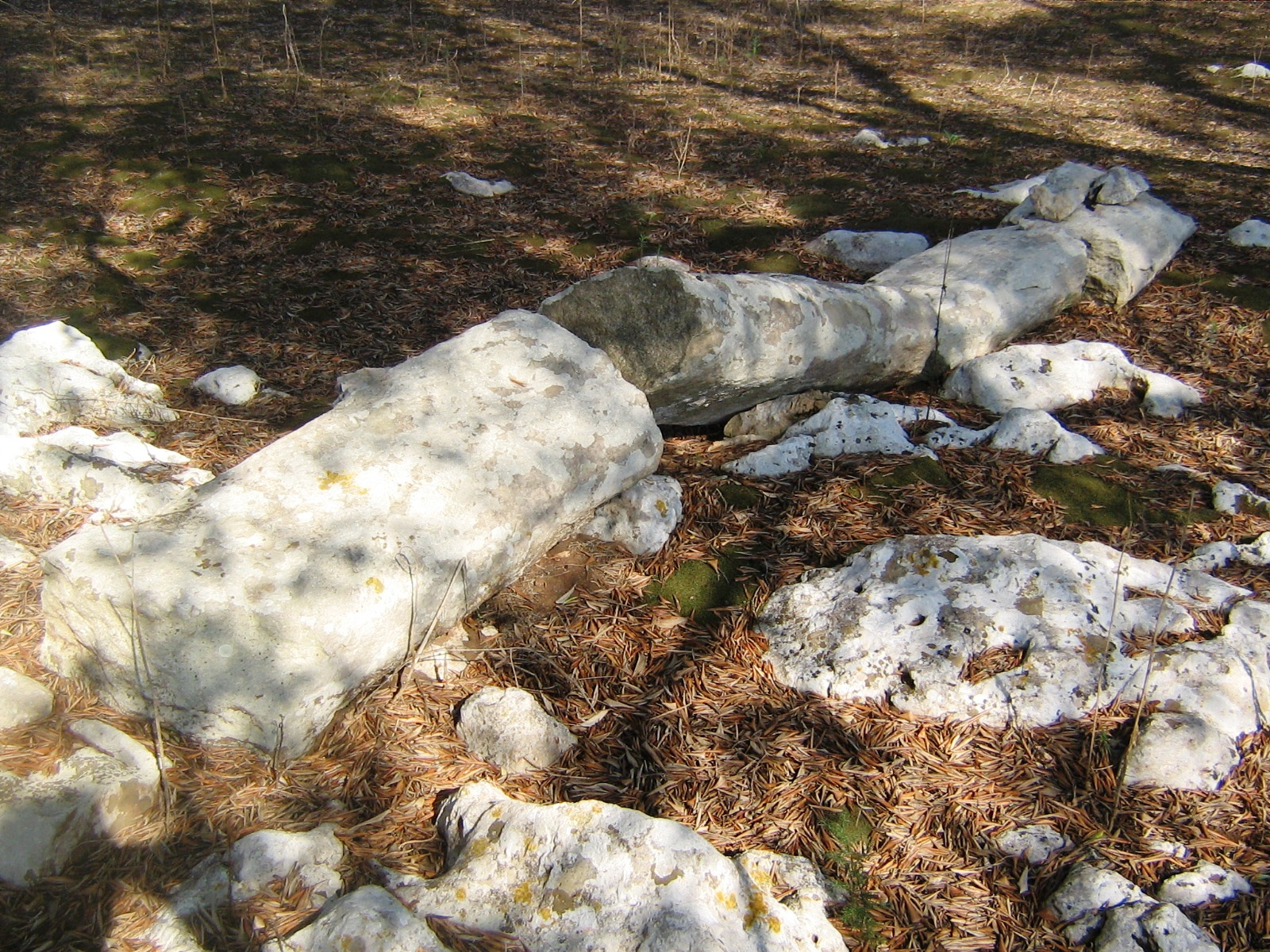
Menhir Santu Lasi

#### Menhir Santu Lasi
Il menhir Santu Lasi sorge a circa 2 km dal centro urbano, in località Pirazzo, ai piedi della Serra di Montevergine. Si tratta di un grande esemplare la cui altezza è di circa 4,50 metri. Ritrovato da Francesco e Antonio Piccinno il 16 ottobre 1965, in equilibrio già precario, in un terreno ricco di affioramenti rocciosi. Nel 1995 il menhir si è staccato dalla base e abbattuto sul terreno rompendosi in quattro frammenti, probabilmente a causa di un olivo cresciuto a ridosso dello stesso. Nei primi mesi del 2013, per disposizione dell'amministrazione della città, l'albero è stato tagliato per salvaguardare il monolite e restituirgli un adeguato rilievo.

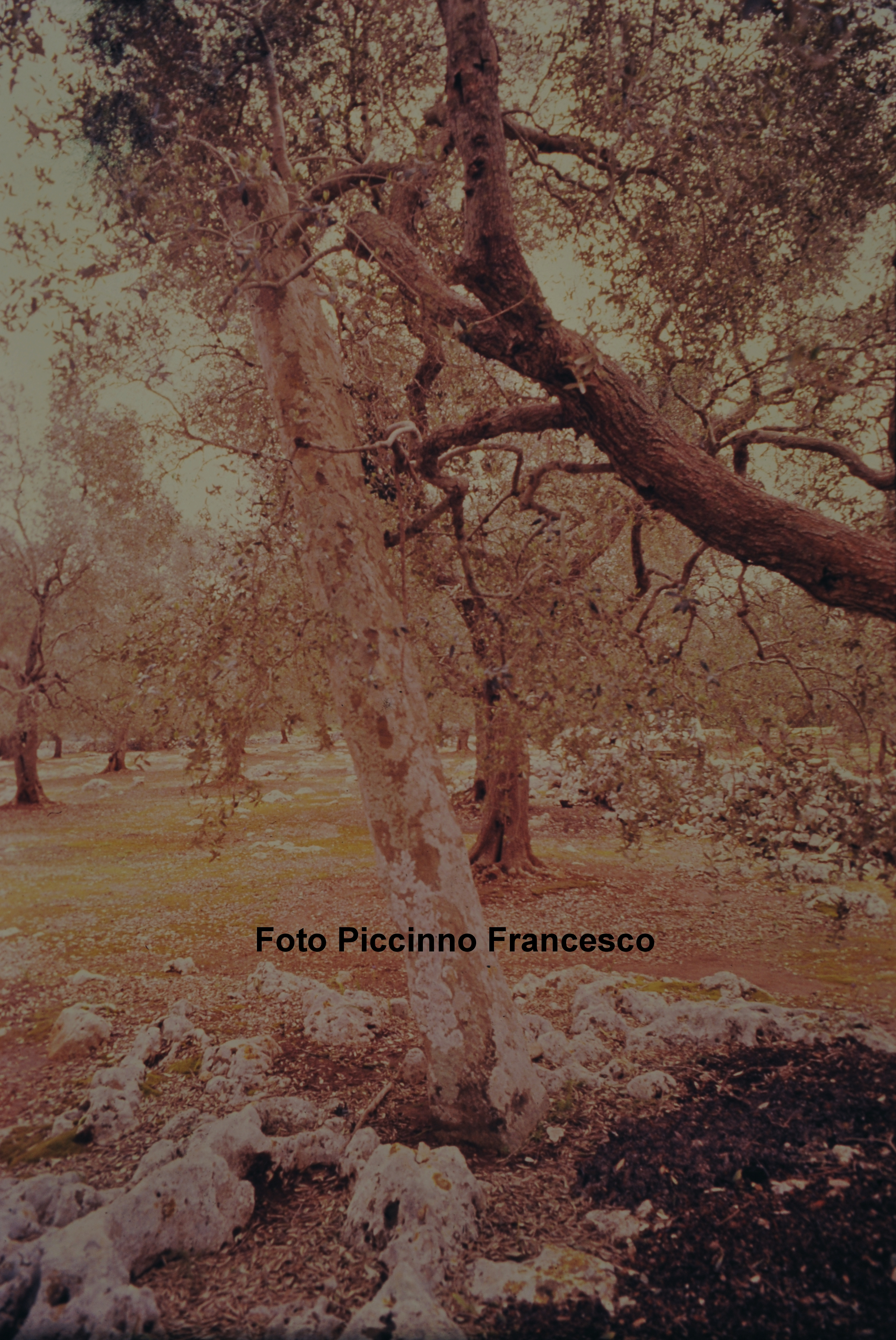
Menhir Santu Lasi prima della rottura

#### Altri menhir
- Menhir Anfiano I
- Menhir Anfiano II

### Altro

#### Colonna dell'Osanna
Si tratta di una colonna votiva costruita interamente in pietra leccese e realizzata nel XVI secolo subito dopo le scorrerie dei Turchi nel Salento. Presenta un alto fusto terminante con un capitello corinzio sul quale è poggiata una croce.

## Società

### Evoluzione demografica
Abitanti censiti

### Etnie e minoranze straniere
Al 31 dicembre 2020 a Cannole risultano residenti 52 cittadini stranieri. La nazionalità più rappresentata è quella marocchina con 35 residenti. 

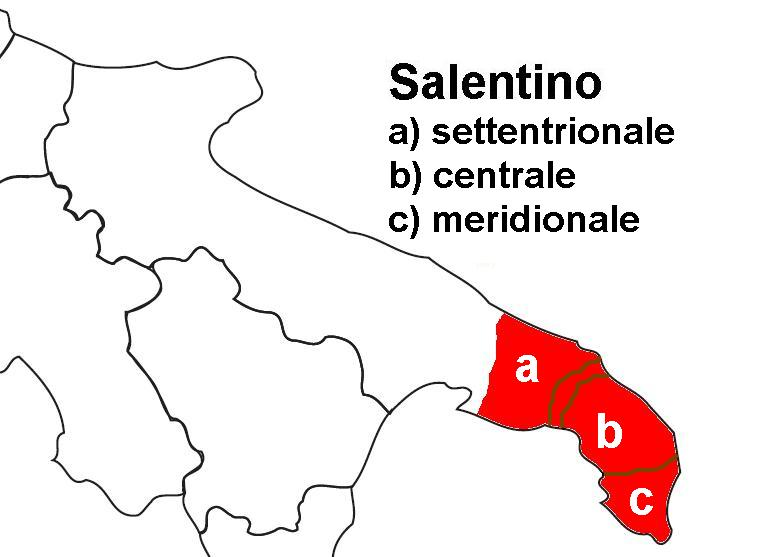
Diffusione del dialetto salentino

### Lingue e dialetti
Il dialetto parlato a Cannole è il dialetto salentino nella sua variante centrale che corrisponde al dialetto leccese. Il dialetto salentino, appartenente alla famiglia delle lingue romanze e classificato nel gruppo meridionale estremo, si presenta carico di influenze riconducibili alle dominazioni e ai popoli stabilitisi in questi territori nei secoli: messapi, greci, romani, bizantini, longobardi, normanni, albanesi, francesi, spagnoli.
La comunità di Cannole promuove iniziative di integrazione sociale, culturale e linguistica. Infatti, a partire dal 30 ottobre 2021, sarà attivato un corso gratuito di lingua araba per residenti e non, partendo dall'idea che la conoscenza della lingua e delle tradizioni di un popolo sia il vero strumento di integrazione sociale.

## Cultura

### Istruzione

#### Biblioteche
- Biblioteca comunale[16]

#### Scuole
Nel comune di Cannole hanno sede una Scuola dell'infanzia e una Scuola primaria facenti parte dell'Istituto Comprensivo Statale di Cursi.

### Eventi
- Festa patronale di San Vincenzo Ferreri, 2 e 3 agosto
- Fiera della Madonna di Costantinopoli, lunedì di Pasqua
- Festa della Municeddha, dal 10 al 13 agosto (edizione n° 41 nel 2025)

## Infrastrutture e trasporti
Cannole è attraversata dalla strada provinciale 39 Bagnolo del Salento-Serrano (frazione di Carpignano Salentino); è inoltre servita dalla strada provinciale 344 per Palmariggi e dalla strada provinciale 150 che la collega alla provinciale 48 Martano-Otranto.
La stazione ferroviaria di Cannole è posta sulla linea ferroviaria Maglie-Otranto, aperta nel 1872 come parte terminale della ferrovia Adriatica, sotto gestione di FS, e dal 1933 gestita dalle Ferrovie del Sud Est.

## Amministrazione
Di seguito è presentata una tabella relativa alle amministrazioni che si sono succedute in questo comune.
| Periodo        | Periodo        | Primo cittadino            | Partito                                 | Carica              | Note   |
| -------------- | -------------- | -------------------------- | --------------------------------------- | ------------------- | ------ |
| 22 giugno 1985 | 19 maggio 1990 | Vincenzo Causio            | Democrazia Cristiana                    | Sindaco             | [ 18 ] |
| 11 giugno 1990 | 24 aprile 1995 | Vincenzo Causio            | Democrazia Cristiana                    | Sindaco             | [ 18 ] |
| 24 aprile 1995 | 14 giugno 1999 | Giuseppe Villani           | centro-sinistra                         | Sindaco             | [ 18 ] |
| 14 giugno 1999 | 14 giugno 2004 | Giuseppe Villani           | lista civica                            | Sindaco             | [ 18 ] |
| 15 giugno 2004 | 1º agosto 2005 | Adriana Benedetta Petrachi | lista civica                            | Sindaco             | [ 18 ] |
| 1º agosto 2005 | 30 maggio 2006 | Marilena Sergi             |                                         | Comm. straordinario | [ 18 ] |
| 30 maggio 2006 | 16 maggio 2011 | Adriana Benedetta Petrachi | lista civica                            | Sindaco             | [ 18 ] |
| 28 maggio 2011 | 6 Giugno 2016  | Adriana Benedetta Petrachi | lista civica Partecipazione e progresso | Sindaco             | [ 18 ] |
| 6 giugno 2016  | 4 ottobre 2021 | Leandro Rubichi            | lista civica                            | Sindaco             | [ 18 ] |
| 4 ottobre 2021 | In carica      | Leandro Rubichi            | lista civica                            | Sindaco             | [ 18 ] |

### Altre informazioni amministrative
Il comune fa parte dell'Unione dei comuni Entroterra idruntino .